# Red One
Red One (Código: Traje Rojo en Hispanoamérica), es una película navideña estadounidense de acción y aventuras, dirigida por Jake Kasdan, con un guion escrito por Chris Morgan, a partir de una historia original de Hiram García. La película está protagonizada por Dwayne Johnson y Chris Evans en los papeles principales, y cuenta con Kiernan Shipka, Lucy Liu, Mary Elizabeth Ellis, JK Simmons, Nick Kroll y Kristofer Hivju en papeles secundarios. Johnson, Hiram García, Dany García, Kasdan, Melvin Mar y Morgan son los productores.
Producida por Amazon MGM Studios, Seven Bucks Productions, Chris Morgan Productions y The Detective Agency, Red One es vista como la primera de una franquicia de películas de acción con temática navideña. La fotografía principal de la película comenzó en octubre de 2022 y concluyó en febrero de 2023, con lugares de rodaje que incluyen Atlanta.
Red One se estrenó por primera vez en cines por Warner Bros. Pictures a nivel internacional el 6 de noviembre de 2024 y en los Estados Unidos por Metro-Goldwyn-Mayer el 15 de noviembre. La película ha recaudado sólo 186 millones de dólares en todo el mundo con un presupuesto de 200 a 250 millones de dólares, y ha recibido reseñas mayoritariamente negativas de parte de los críticos.

## Premisa
Tras el secuestro de Santa Claus un jefe de seguridad encuentra un mejor rastreador que lo puede encontrar y salvar la navidad.

## Argumento
El joven Jack O' Malley se encuentra pasando las navidades en casa de su tío. Jack siempre quiere hallar la verdad, por lo que guía a sus primos hasta un armario donde Jack ha descubierto los regalos que supuestamente Papa Noel le había de entregar a los niños. 
M.O.R.A (Autoridad de Supervisión y Restauración Mitológica) es una organización militar clandestina y multilateral que supervisa y protege un tratado secreto de paz entre criaturas mitológicas y la humanidad.
Callum Drift, comandante de ELF (Logística de Cumplimiento y Fortificación), jefe del equipo de
seguridad de Papá Noel, solicita retirarse después de una última misión navideña, ya que se ha
desilusionado con el aumento del comportamiento travieso en el mundo, ejemplificado por el crecimiento de la Lista de Traviesos de Papá Noel. En la víspera de Navidad, un equipo de operaciones encubiertas irrumpe en el complejo del Polo Norte y secuestra a Papá Noel.
Callum notifica a la directora Zoe Harlow sobre el secuestro, y su equipo descubre que la ubicación secreta del Polo Norte fue comprometida por Jack O'Malley, un hacker mercenario de sombrero negro que afirma ser capaz de encontrar cualquier cosa en el mundo.
Zoe detiene a Jack para interrogarlo. Jack, un escéptico de Santa Claus desde hace mucho tiempo, no sabía que la información que pirateó estaba relacionada con Santa Claus y simplemente se la envió a un comprador anónimo. Zoe ofrece duplicar el pago de Jack si los ayuda a encontrar a Santa Claus, pero coloca un rastreador dentro de él. Callum se une a Jack a regañadientes para encontrar a Santa Claus rastreando al corredor que organizó el trato entre Jack y el secuestrador en Aruba. El corredor les dice que el secuestrador es la bruja de invierno, Grýla. Grýla se da cuenta de su conversación y envía a sus muñecos de nieve para eliminarlos; aunque Callum y Jack los derrotan, el corredor queda atrapado en la pelea.
Callum sospecha que Grýla podría estar trabajando con Krampus, el hermano adoptivo de Santa Claus, que también es el ex amante de Grýla y el que creó la Lista de los Traviesos. Callum y Jack entran en la guarida de Krampus, pero son capturados. Callum le pide a Krampus que ayude a su hermano, que lo extraña, pero Krampus se niega. Le revela que Grýla acudió a él para recuperar el glaskafig, una bola de nieve mágica que encierra. A pesar de que se le permite irse, Jack se queda y convence a Krampus de jugar al Krampusschlap con Callum, durante el cual Jack recupera el guante mágico de Callum y se lo devuelve, lo que permite que la pareja escape.
Grýla y sus hijos mantienen a Santa Claus en una bóveda que absorbe su magia, dejándolo inconsciente. Grýla duplica el glaskafig y pretende librar al mundo de todos los niños traviesos que alguna vez estuvieron en la Lista de los Traviesos encarcelándolos para siempre. Prueba las bolas de nieve en Jack y su distanciado hijo Dylan. Les envía a cada uno una bola de nieve que los encarcela y regresa a su guarida. Jack y Dylan, dentro de sus bolas de nieve uno al lado del otro, tienen una sincera conversación que, al hacerlos "más agradables", hace que las bolas de nieve se rompan y los liberen.
Zoe y Callum encuentran a Jack en el complejo del Polo Norte después de usar un rastreador dentro de él. Se dan cuenta de que Grýla, su equipo y Santa Claus nunca abandonaron el Polo Norte. También se enteran de que el equipo de cambiaformas de Grýla se ha apoderado del complejo. Van al Polo Norte y liberan a la Sra. Claus prisionera y a otro personal de seguridad. En el antiguo taller de Santa Claus, encuentran a Jack y Dylan y el equipo de duplicación de juguetes que Grýla usó para producir en masa las bolas de nieve.
Como el equipamiento del Polo Norte depende de los poderes de Papá Noel, Grýla se prepara para irse con un Papá Noel inconsciente que usa su trineo para distribuir los globos de nieve. Se produce una pelea y Callum y Jack detienen a Grýla con la ayuda de Krampus, que llega para ayudar. Papá Noel se recupera, usa la palabra mágica "Kavalame" (en griego, "viajamos") para vencer a Grýla y reconoce a su hermano, mientras que Grýla es sellada dentro de uno de sus globos de nieve y entregada a la custodia de Zoe.
Tras la derrota de Grýla, todos se preparan rápidamente para la carrera de Nochebuena. Santa invita a Jack y Dylan a acompañarlo, y ellos aceptan. Durante la exitosa carrera, Callum observa cómo Jack recupera su asombro y entabla una relación con Dylan; esto lo convence de no retirarse.

## Reparto
- Dwayne Johnson como Callum Drift un jefe de seguridad de E L.F
- Chris Evans como Jack O'Malley El rastreador quien trabaja con Gryla
- Kiernan Shipka como Grýla La bruja de navidad que busca la lista de los niños malos
- Lucy Liu como Jacqueline Frost directora de M.O.R.A
- Mary Elizabeth Ellis como Olivia
- J. K. Simmons como Santa Claus/Nick
- Nick Kroll como Ted
- Kristofer Hivju como Krampus
- Wesley Kimmel como Dylan el hijo de Jack
- Bonnie Hunt como Sra. Claus
- Jenna Kanell como acompañante de Krampus

## Producción
Hiram García de Seven Bucks Productions concibió la idea de la película, que Chris Morgan desarrolló en un guion para que Jake Kasdan la dirigiera. Chris Evans se unió al elenco en enero de 2022. En septiembre, Kiernan Shipka se incorporó al reparto. Lucy Liu, Mary Elizabeth Ellis, JK Simmons, Nick Kroll, Kristofer Hivju, Wesley Kimmel y Bonnie Hunt se unieron al elenco el mes siguiente, y Ellis reveló su participación y la de Simmons en Instagram. Dwayne Johnson recibió 50 millones de dólares por su participación.
El rodaje comenzó en octubre de 2022 en Atlanta y finalizó en febrero de 2023.

## Estreno
Originalmente, Red One estaba previsto que se estrenara en Prime Video en todo el mundo a tiempo para Navidad de 2023. El estreno se retrasó del 20 de diciembre de 2023 al 15 de noviembre de 2024, debido a la Huelga SAG-AFTRA de 2023, junto con el estreno mundial de la película en cines.
Johnson presionó para que Red One se estrenara en IMAX después de ver una proyección de Oppenheimer en IMAX mientras la fotografía principal de Red One aún estaba en curso. Johnson pensó que Red One en formato IMAX sería el "fin del juego". Amazon MGM Studios se encargó de la distribución en Estados Unidos, mientras que Warner Bros. Pictures se encargó del estreno internacional de la película. En el Reino Unido e Irlanda, se estrenó el 6 de noviembre de 2024. En Latinoamérica se estrenó el 7 de noviembre de 2024. con proyecciones anticipadas previas al estreno a partir del 31 de octubre de 2024. Red One se estrenó en Prime Video el 12 de diciembre de 2024.

## Premios y nominaciones
| Año  | Premio              | Nominado                                    | Categoría              | Resultado | Ref.   |
| ---- | ------------------- | ------------------------------------------- | ---------------------- | --------- | ------ |
| 2025 | Kids' Choise Awards | Chris Evans por su papel de Jack O'Malley   | Actor de cine favorito | Nominado  | [ 21 ] |
| 2025 | Kids' Choise Awards | Dwayne Johnson por su papel de Callum Drift | Actor de cine favorito | Nominado  | [ 21 ] |